# Waumandee
Waumandee – miasto w Stanach Zjednoczonych, w stanie Wisconsin, w hrabstwie Buffalo.